# Таранкон-и-Морон, Мануэль Хоакин
Мануэль Хоакин Таранкон-и-Морон (исп. Manuel Joaquín Tarancón y Morón; 20 марта 1782, Коваррубиас, королевство Испания — 25 августа 1862, Севилья, королевство Испания) — испанский кардинал, доктор обоих прав. Епископ Кордовы с 4 октября 1847 по 3 августа 1857. Архиепископ Севильи с 3 августа 1857 по 25 августа 1862. Кардинал-священник с 15 марта 1858.